# 何坝街道
何坝街道，是中华人民共和国贵州省遵义市凤冈县下辖的一个街道办事处。
2013年11月16日，贵州省人民政府批复同意撤销凤冈县何坝乡建制，设置何坝镇，镇人民政府驻何坝社区。
2015年7月14日，贵州省人民政府批复同意凤冈县部分乡镇行政区划调整，新设置的何坝街道辖原何坝镇地域，街道办事处驻何坝社区。

## 行政区划
何坝街道下辖以下地区：
何坝社区村、林光村、水河村、凌云村、船头村和鱼塘村。